# Anna tysiąca dni
Anna tysiąca dni (ang. Anne of the Thousand Days) – brytyjski dramat historyczno-kostiumowy z 1969 roku w reżyserii Charlesa Jarrotta, będący adaptacją dramatu Maxwella Andersona z 1948 r. Treścią filmu jest historia burzliwego związku Henryka VIII z Anną Boleyn. Film zrealizowano z dużym rozmachem i starannością, w naturalnej scenerii renesansowych zamków.

## Fabuła
Pierwsza połowa XVI wieku. Henryk VIII, znudzony swoją starzejącą się żoną, Katarzyną Aragońską, która nie zdołała urodzić mu syna, zwraca uwagę na młodziutką Annę Boleyn, która świeżo powróciła z francuskiego dworu. Śliczna dziewczyna związana uczuciowo z Harrym Percy, nie jest jednak łatwą zdobyczą. Nie odpowiada jej los królewskiej nałożnicy. Żąda małżeństwa, aby jej dzieci mogły legalnie dziedziczyć tron. Kardynał Wolsey rozpoczyna układy z papieżem w celu unieważnienia królewskiego małżeństwa. Papież odmawia jednak udzielenia królowi rozwodu z Katarzyną Aragońską. W tej sytuacji Henryk zrywa z Kościołem rzymskokatolickim i ogłasza się głową Kościoła anglikańskiego. Jednak związek z młodą żoną nie jest szczęśliwy...

## Obsada
- Richard Burton – Henryk VIII
- Geneviève Bujold – Anna Boleyn
- Irene Papas – Katarzyna Aragońska
- Anthony Quayle – kardynał Wolsey
- John Colicos – Tomasz Cromwell
- Katharine Blake – Elisabeth Boleyn
- Peter Jeffrey – książę Norfolk
- Joseph O’Conor – arcybiskup Fisher
- William Squire – Tomasz Moore
- Valerie Gearon – Maria Boleyn